# 常総インターチェンジ
常総インターチェンジ （じょうそうインターチェンジ）は、茨城県常総市三坂町にある首都圏中央連絡自動車道（圏央道）のインターチェンジ。常総市及び下妻市の最寄りインターチェンジである。

## 歴史
- 2013年（平成25年）12月24日：当ICの名称が「水海道IC（仮称）」から「常総IC」で正式決定[1]。
- 2017年（平成29年）2月26日：境古河IC - つくば中央IC間開通に伴い、供用開始[2]。
- 2024年（令和6年）3月29日：国土交通省の社会実験事業として、高速道路一時退出実験の試行開始[3]（ETC2.0搭載車に限定して、当ICで流出し、隣接する道の駅常総に立ち寄り後、2時間以内に当ICから再流入して順方向に利用の場合、目的地まで高速道路を降りずに利用した場合と同じ料金に調整される。）。

## 周辺
- 三妻駅（関東鉄道・常総線）
- 道の駅常総

## 接続する道路
- 直接接続
  - 国道294号（常総バイパス）

## 隣
C4 首都圏中央連絡自動車道
(74)坂東IC - 坂東PA（内回りのみ、外回りは事業中） - (75)常総IC - (75-1)つくば西SIC -  (76)つくば中央IC